# ワーンチャックモッルーク
ワーンチャックモッルークは、タイ東北部並びに東南アジア周辺が原産のメディカルハーブ。タイでは婦人薬の代表と言われている。日本で言うところの「薬ウコン」の原種である。タイでは主に女性用のメディカルハーブ（薬草）として非常に人気が高く、このハーブを知らない人はいないくらい有名なメディカルハーブである。食用として用いられることはほとんどなく、主に「薬用」として口径摂取、または、化粧品などにその成分が入っている。タイでは「ユーファイ」に用いられる代表的なハーブであり、主に女性特有の症状に非常に効果が高いと言われている。ただ、健康効果が高いため当然男性も好んで飲まれている。

## 名前の由来
「ワーン」球根類の名称、「チャック」引き締める、「モッルーック」子宮、つまり子宮を引き締める球根。と言う意味。これはタイ伝統医学（ペートペンタイ）で古くから利用・使用されておりそして、効能が証明されている証拠でもある。

## 薬理成分 特許
ワーンチャックモッルークには女性ホルモン様の物質が含まれていると予測されている。同時に美白効果などに関して、化粧品などの成分としての研究がなされている。
女性ホルモン様物質としては、プロゲストロン系（黄体ホルモン）であるとの予測がされている。タイ伝統医学（ペーとペンタイ）においては、PMS月経前症候群の治療薬とされており、数百年に渡り臨床がされているが、どの成分が作用しているのかについては解明を待たなければならない。
美白効果としてのワーンチャックモッルークの利用に関しては、かなりの研究が進んでおり、しみ、そばかす、肝斑の単色化、メラニン色素の沈着を防ぐなどの薬理特許を得ている。（資生堂）
脂質代謝改善剤として薬理特許（サントリー）
歯周病の治療剤として薬理特許＜コラゲナーゼ酵素の不活性剤＞（小林製薬）

## 効能
主にタイにて研究が進んでおり、その効果効能に関して様々な特許申請などがされているが、それらの研究はタイ伝統医学（ペートペンタイ）の薬草学に基づくものが多い。研究中のものも含めて、ワーンチャックモッルークの効能を記す。
筋肉に張りを与える、バストアップ、肌に張りと艶を取り戻し瑞々しく保つ、美白効果、活性酸素除去、肝斑、特筆すべき効果は、出産及び経産で弛緩した子宮の収縮を助け、子宮下垂を改善し、子宮口、膣，女性器、出産、経産でたるんだ腹部を引き締める効果である。
その他、女性の性的感情を取り戻し性生活を豊かにする効果、いわゆる更年期障害による不安感、イライラ、燥焦感、のぼせ、ふらつき、うつ症状など諸症状の緩和、子宮ガン、子宮頸ガンの予防、子宮筋腫、嚢腫、嚢胞などを萎縮させる効果、生理痛の軽減、体臭、口臭、女性器臭の軽減、おりものの軽減に対して用いられている。

## タイ国での評価
タイメディカルハーブでウコン（カミンチャン）と同様かそれ以上に有名である。その理由として、①女性に対してのメディカルハーブとして、非常に効果が高いと言うこと。②安全性が高いこと。③年齢を問わず使用できること。④タイでネットワークビジネス商品として爆発的に売れていると言うこと。などが上げられる。

## ステージにあわせた効果
ワーンチャックモッルークは非常に安全性が高いため、多くの女性、男性に飲まれているが、その代表的な効果をステージごとに記す。
初潮が始まるファーストステージの女性には生理不順を改善し正しい性リサイクルを作ることをサポートし、女性らしい体の基礎作りを助ける。不安定な生理サイクルを整える効果と、生理前の各症状を緩和してくれる。
セカンドステージの成年期の女性には、美白美肌、バストアップ等などがきたいされる。前述の生理前の症状緩和など、月間サイクルに関して、それらを整えてくれる効果、そして、なんといっても、この時期は出産などで緩んだ子宮、膣の引き締め効果を期待している。このことは、俗的には男性に対してのアプローチの手段として「締まり」などを期待して利用されることもある。
サードステージの更年期の女性には、更年期障害の処々の症状の緩和等辛い更年期を健やかに過ごすアシストする。いわゆる更年期のホルモンバランスの乱れを補う形である。